# Kettlebell lifting

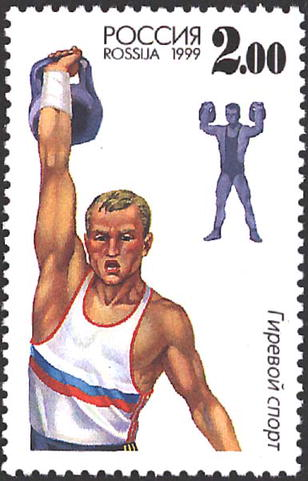
Francobollo russo a tema kettlebell lifting (rappresentazione dello strappo e dello slancio).

Il kettlebell lifting o kettlebell sport (in russo гиревой спорт?, girevoj sport, GS) è uno sport di sollevamento pesi il cui scopo è di sollevare uno o due kettlebell (o ghiria, dal russo girja) per il massimo numero di ripetizioni in un tempo prestabilito. L'utilizzo competitivo del kettlebell ha una lunga storia in Russia e nell’Europa dell’Est, ma si è sviluppato come uno sport organizzato e standard sotto il nome di kettlebell lifting durante gli anni ’60, espandendosi in Europa e USA dopo gli anni 2000.

## Sollevamenti
I movimenti principali dello sport, i cui nomi sono derivati dalla pesistica olimpica, consistono in tre sollevamenti che terminano con la posizione dell’attrezzo a braccia tese sopra la testa: lo strappo (snatch), lo slancio (jerk) e lo slancio completo (long cycle o clean&jerk).
Lo slancio e lo slancio completo possono essere eseguiti con uno o due kettlebell dello stesso peso a seconda della disciplina.
- Strappo: eseguito con un solo kettlebell, utilizzando una mano, viene fatto oscillare tra le ginocchia fino a sopra la testa in un singolo movimento.[2][5]
- Slancio: con i kettlebell in partenza dalla posizione di rack (posizione statica a braccia piegate all’altezza del petto, con i gomiti appoggiati sulle creste iliache) si esegue una spinta verso l’alto a carico delle gambe, seguita da un veloce “infilata” costituita da una mezza accosciata, per terminare nella posizione di fissazione con le braccia distese sopra la testa e il blocco articolare degli arti inferiori.[3][6]
- Slancio completo: due kettlebell vengono sollevati nella posizione di rack, quindi spinti sopra la testa; a differenza dello slancio ad ogni ripetizione bisogna far oscillare in mezzo alle gambe gli attrezzi prima di effettuare nuovamente il sollevamento sopra la testa.[7]

## Regole

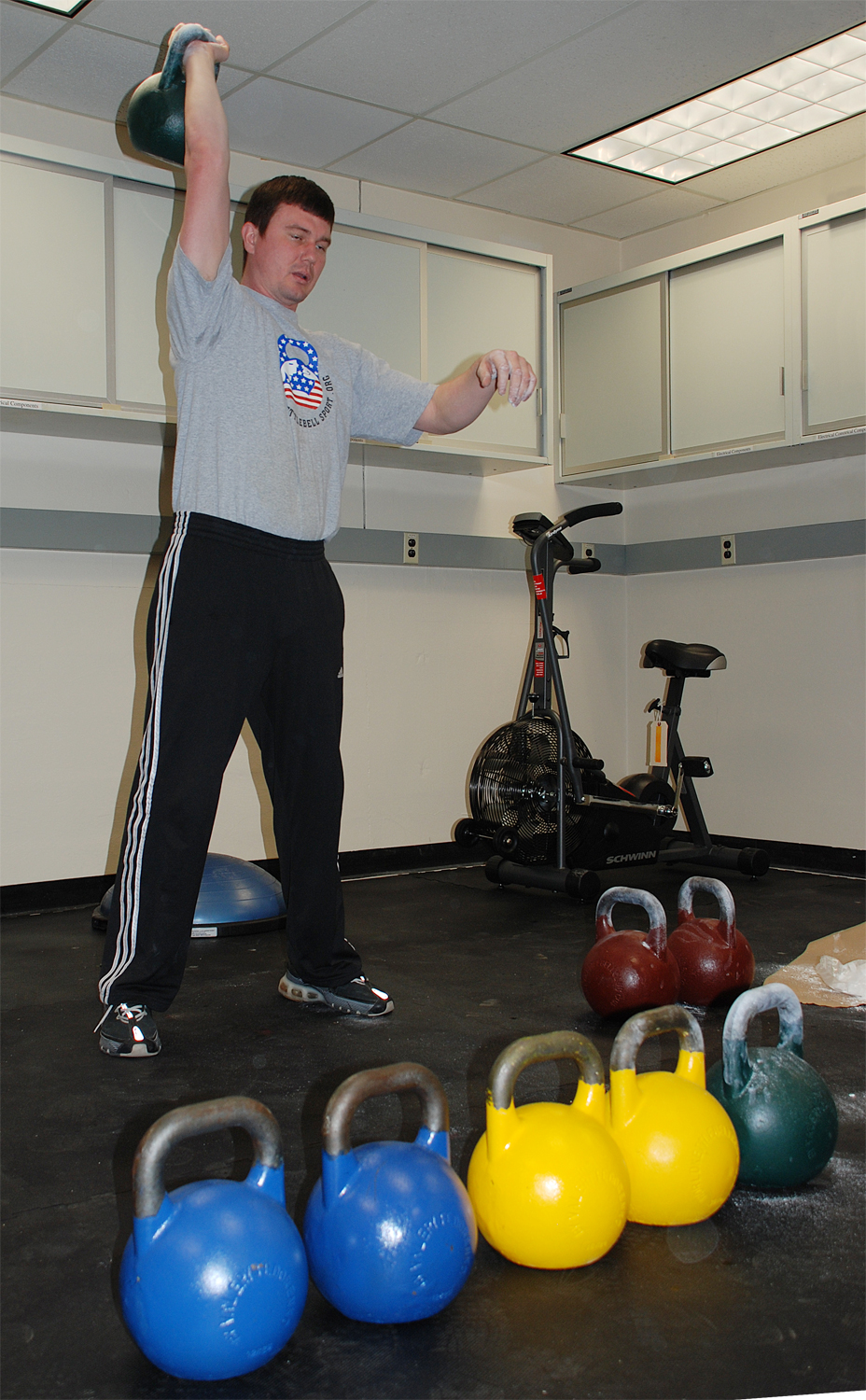
Un movimento di strappo di base. I kettlebell standard sono rosso (32 kg), verde (24 kg), giallo (16 kg).

La competizione classica è costituita solitamente da tre categorie: biathlon (slancio + strappo), slancio completo e strappo.
Il biathlon prevede che il sollevatore di kettlebell (girevik) esegua una serie di slancio per 10 minuti, seguita, dopo un recupero di circa 30/60 minuti, da una serie di strappo per 10 minuti; le serie nei rispettivi movimenti terminano al completamento del tempo a disposizione o quando gli attrezzi vengono appoggiati a terra. Nello strappo è ammesso un solo cambio mano. Per determinare il punteggio totale del biathlon si sommano i punti delle due discipline: le ripetizioni di slancio ricevono un punto, mentre quelle di strappo 0,5 punti.
Nella disciplina dello slancio completo il girevik ha 10 minuti di tempo per eseguire quante più ripetizioni possibili; la competizione termina al completamento del tempo a disposizione o quando gli attrezzi vengono appoggiati a terra.
La disciplina dello strappo è prevista solo per le categorie femminili; anche in questo caso il tempo di gara è di 10 minuti, in cui si effettuano tutte le ripetizioni possibili prima con un braccio o poi con l’altro (è ammesso un solo cambio mano). La competizione termina al completamento del tempo a disposizione o quando l’attrezzo viene appoggiato a terra.
Oltre alle competizioni classiche gli atleti possono cimentarsi nella disciplina della maratona, in cui il tempo a disposizione è di 1 ora,  o della mezza maratona, in cui il tempo di gara è 30 minuti. In queste specialità si utilizza un solo kettlebell, e sono previste per lo slancio, lo strappo e lo slancio completo; gli atleti possono eseguire il cambio mano dell’attrezzo illimitatamente, ogni volta che lo ritengono necessario.
I colori dei kettlebell utilizzati nelle competizioni sono: giallo 16 kg, viola 20 kg, verde 24 kg, rosso 32 kg. Nelle competizioni tradizionali gli atleti sono suddivisi in categorie di peso corporeo ed utilizzano pesi differenti in base al loro livello: nei beginner gli uomini utilizzano 16 kg e le donne 12 kg; nella categoria amatori gli uomini 24 kg e le donne 16 kg; nella categoria professionisti gli uomini sollevano kettlebell da 32 kg e le donne da 20 kg o 24 kg.

## Terminologia
- KB – abbreviazione spesso usata per kettlebell.
- Swing – movimento continuo del kettlebell che comporta lo spostamento di quest’ultimo con un movimento a pendolo, da in mezzo alle gambe fino all’altezza delle spalle o alla posizione sopra a testa; può essere eseguito con una o due mani.[11][12]
  - Backswing – la parte dello swing o dello strappo in cui il kettlebell si muove all'indietro tra le gambe.
  - Upswing – la parte dello swing o dello strappo in cui il kettlebell si muove in avanti e verso l’alto verso la parte superiore dello swing o sopra la testa.
- Rack (posizione) – la posizione di sosta a “V” della spalla, gomito e polso sul busto dove il kettlebell viene posizionato tra le ripetizioni di slancio o slancio completo; idealmente il gomito poggia sulla parte superiore dell’articolazione dell’anca, sulle creste iliache.
- Fissazione – posizione finale del sollevamento con uno o due kettlebell sopra la testa, con le braccia e le gambe distese; nelle competizioni la posizione va mantenuta per almeno 1” affinché il giudice possa conteggiarla come valida.
- Portata o clean – movimento simile allo swing, ma con lo scopo di portare uno o due kettlebell in posizione di rack.
- OAJ – acronimo inglese per indicare uno slancio eseguito con un solo braccio (one arm Jerk)
- OALC – acronimo inglese per indicare uno slancio complete eseguito con un solo braccio (one arm long cycle).
- TALC – Acronimo inglese per indicare uno slancio completo eseguito con due braccia.
- Half snatch –  variante dello strappo in cui nel movimento di discesa il kettlbell viene portato nella posizione di rack.
- Black snatch – metodo di allenamento in cui uno o più swing vengono aggiunti prima di ogni strappo.
- Strappo olimpico – variante dello strappo in cui il backswing è eliminato e il kettlebell si muove linearmente su e giù, spesso utilizzato quando gli avambracci dell’atleta sono affaticati alla fine della serie.
- Switch – quando il girevik cambia il braccio con cui stava utilizzando il kettlebell.
- Push press – movimento del kettlebell che utilizza la forza delle gambe per portare il kettlebell sopra la testa, senza "l'infilata".
- Press / military press – movimento con kettlebell che si basa solo sulla forza del braccio per raggiungere la posizione sopra la testa.
- Set – periodo di tempo in cui un sollevamento col kettlebell viene eseguito.
- RPM – ripetizioni al minuto.

## Organizzazioni
Il principale ente internazionale è l’International Union of Kettlebell Lifting (IUKL), con sede a Riga, in Lettonia; tutta la Federazione Russa di kettlebell lifting (in cui militano gli atleti più forti e titolati) fa parte della IUKL. Un’altra organizzazione, fondata precedentemente ma che negli ultimi anni ha ricoperto una minore importanza, è l’International Girya Sport Federation (IGSF), fondata a Lipeck, in Russia, ma attualmente con sede in Ucraina. Nel 2006, Valerij Fedorenko, un ex campione del mondo del Kirghizistan, fondò il World Kettlebell Club in the United States (WKC). L’International Kettlebell Marathon Federation (IKMF) è un’organizzazione che si occupa delle competizioni di maratona e mezza maratona, precedentemente parte dall'IGSF, ma ora indipendente. La più recente organizzazione che ha visto la luce, a seguito della separazione dalla IGSF, è stata la World Kettlebell Sport Federation (WKSF), fondata nel 2018 da Oleh Ilika (presidente della Federazione Italiana Kettlbell Sport e della stessa WKSF).
Ci sono delle organizzazioni, oltre alle federazioni, che promuovono il kettlebell lifting o l’allenamento con questo attrezzo, che contribuiscono alla diffusione della disciplina; i più conosciuti sono: KetAcademy, International Kettlebell and Fitness Federation, StrongFirst, World Kettlebell, Girevoy Sport Union, International Kettlebell Sport & Fitness Academy, KettlebellAthletica.

## Qualifiche
Come molti sport sovietici anche il kettlebell lifting identifica il livello dell'atleta in base alla qualifica raggiunta in gare ufficiali organizzate delle varie Federazioni. I gradi "minori" possono essere raggiunti anche dagli amatori, mentre per le qualifiche più di rilievo bisogna ottenere il risultato nella categoria professionisti utilizzando ghirie da 32 kg per gli uomini e 20 o 24 kg per le donne.
Nella Federazione Italiana Kettlebell Sport le qualifiche sono così suddivise (indicate in ordine di importanza dalla minore alla maggiore):
- Rank 1
- Rank 2
- Rank 3
- KMS (candidato Master Sport)
- MS (Master Sport)
- MSIK (Master Sport International Class)
Il livello di Master Sport è indicativo di un atleta che ha raggiunto un livello agonistico di livello nazionale (attualmente in Italia ci sono 30 MS nelle categorie maschili e 26 MS in quelle femminili).
Il MSIK indica un atleta di livello internazionale (in Italia sono presenti 4 atleti nelle categorie maschili ed 1 atleta in quelle femminili).
L'Italia vanta inoltre l'unico atleta al mondo non di origine sovietica ad aver fatto nel 2013 un record del mondo (Mattia Amodio, 90 ripetizioni nella disciplina dello slancio completo).